# Opel Campo

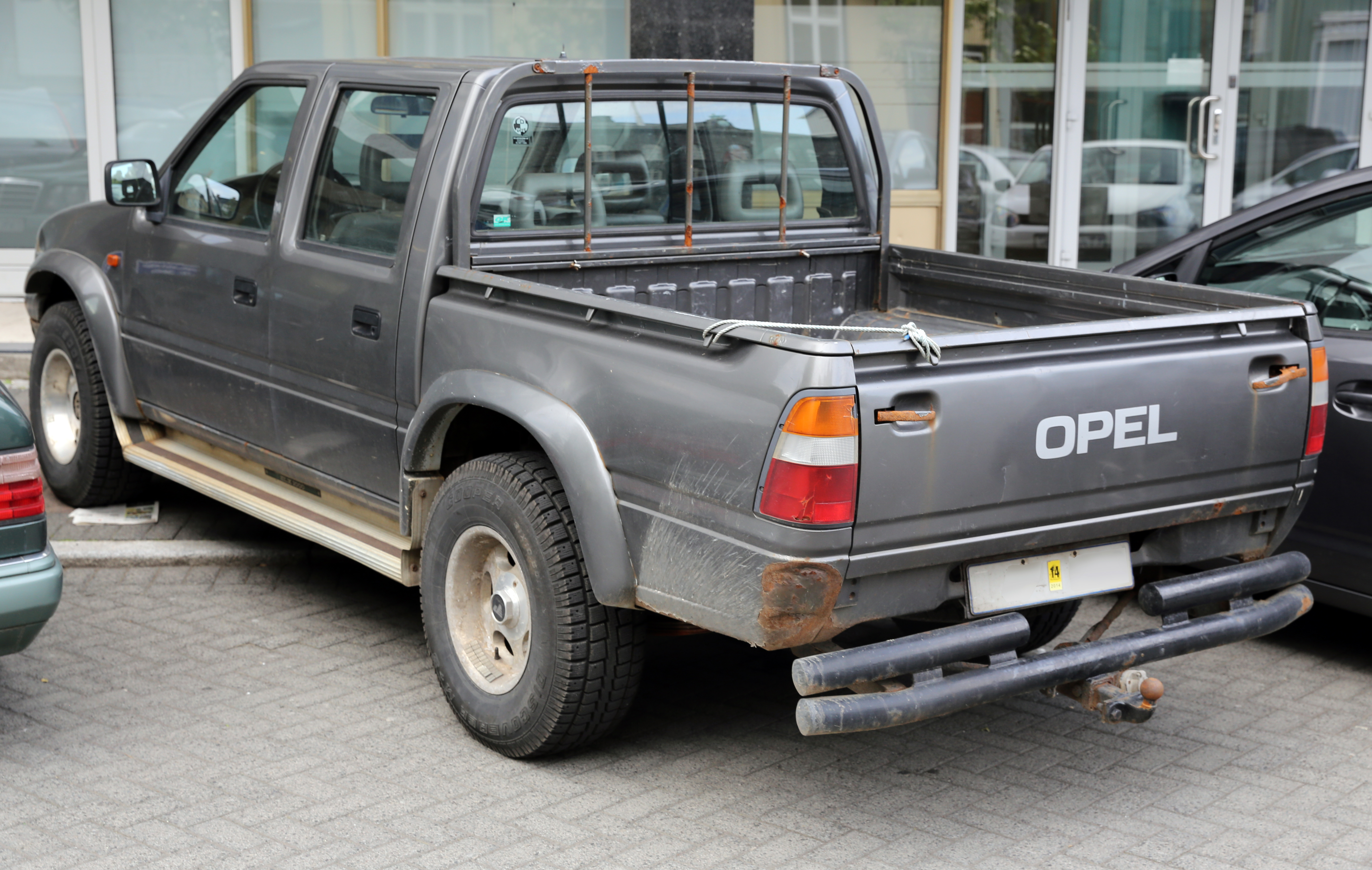
Opel Campo Face arrière

 (septembre 2023).
Si vous disposez d'ouvrages ou d'articles de référence ou si vous connaissez des sites web de qualité traitant du thème abordé ici, merci de compléter l'article en donnant les références utiles à sa vérifiabilité et en les liant à la section « Notes et références ».
L'Opel Campo est un pick-up produit par la marque Opel de 1991 à 2001. C'est la version européanisée de l'Isuzu Faster et il est basé sur la plate-forme de l'Opel Frontera.